# Maketaton
Maketaton (Tebe, prima del 1348 a.C. – Akhetaton, ca. 1338 a.C.) è stata una principessa della XVIII dinastia egizia, figlia di Akhenaton e Nefertiti.
|                |            |            |          |
| \| \| \| \| \| |            |            |          |
|                |            |            |          |
| i              | t · n · N5 | Aa13 · D36 | V31 · X1 |

| i | t · n · N5 | Aa13 · D36 | V31 · X1 |

|                |            |            |          |
| \| \| \| \| \| |            |            |          |
|                |            |            |          |
| i              | t · n · N5 | Aa13 · D36 | V31 · X1 |

| i | t · n · N5 | Aa13 · D36 | V31 · X1 |

Mak.t Itn

Maketaton (Protetta da Aton)

## Biografia
Nacque a Tebe come la sorella Merytaton, e come lei entro il quinto anno di regno del padre, e morì giovane ad Akhetaton, nell'anno 14° di regno del padre. La presenza di un bambino in braccio alla balia nel corteo funebre ha fatto ipotizzare che Maketaton possa essere morta di parto, anche se, posta la scarsità di fonti sul periodo amarniano, non è possibile stabilire chi fosse il marito o il figlio, alcuni hanno ipotizzato che poteva trattarsi di Tutankhamon, anche se tale teoria si è rivelata poi errata. Tuttavia, tale teoria è screditata dal fatto che la principessa sembra essere nata intorno al 4º anno di regno del padre, il che vorrebbe dire che al momento della morte avrebbe avuto circa 10 anni, troppo pochi per un parto persino all'epoca. 
Una teoria alternativa e più plausibile sulla sua morte chiama in causa una grave epidemia che colpì l'Egitto tra il 12º e il 15º anno di regno di Akhenaton; da tale periodo molti nobili - tra cui la regina madre Tiye, le principesse Neferneferure e Setepenra - scompaiono dalle fonti.
Il suo funerale è rappresentato nella tomba reale di Amarna e, stando ai nuovi canoni dell'arte amarniana, mostra i genitori Akhenaton e Nefertiti in preda a un grande e scomposto dolore.